# Hydroporus brancoi
Hydroporus brancoi é uma espécie de insetos coleópteros pertencente à família Dytiscidae.
A autoridade científica da espécie é Rocchi, tendo sido descrita no ano de 1981.
Trata-se de uma espécie presente no território português.